# اعيادن (بني سدرت بني بوزكري)
اعيادن هو دُوَّار يقع بجماعة بني سميح، إقليم شفشاون، جهة طنجة تطوان الحسيمة في المملكة المغربية. ينتمي الدوّار لمشيخة بني سدرت بني بوزكري التي تضم 10 دواوير. يقدر عدد سكانه بـ 546 نسمة حسب الإحصاء الرسمي للسكان والسكنى لسنة 2004.

## روابط خارجية
- البوابة الوطنية للجماعات الترابية
- المندوبية السامية للتخطيط